# Albaola Factoría Marítima
Albaola Itsas Kultur Faktoria (Pasajes San Pedro, Guipúzcoa) es un museo vivo-astillero cuyo objetivo es revitalizar el patrimonio marítimo vasco, recuperar la tecnología marítima de la construcción de embarcaciones de interés patronalo histórico y cuyo proyecto más popular es la construcción de una réplica de la nao San Juan, ballenero vasco del siglo XVI hundido frente a las costas de Canadá patrocinada por la UNESCO.

## Historia
El germen de la creación de Albaola tiene origen en los Estados Unidos, más concretamente en el Estado de Maine donde Xabier Agote, uno de los artífices de Albaola Factoría Marítima, estudia en la escuela naval que tiene el Museo de Maine. Allí impulsado por la Society of Basque Studies in América, entidad creada por la diáspora Vasca, se procede a la construcción de un réplica de una trainera de 1750 que se encuentra en el museo y que se bautizará como la Ameritatik Trainerua.
Xabier Agote vuelve a Guipúzcoa con la intención de promover el interés por la recuperación del patrimonio naval guipuzcoano y consigue que en el año 2000 se inaugure, en Pasajes San Pedro, Ontziola, Centro de Investigación y Construcción de Embarcaciones Tradicionales, del que saldrán réplicas y se promoverán actividades con las embarcaciones construidas: Travesía del Atlántico a remo, expedición sin asistencia Tenerife-Barbados, etc. El año 2010 se inauguró el Centro de Cultura Marítima Ondartxo, que sustituye al anterior, en una instalación propiedad de la  Diputación Foral de Guipúzcoa situada en el edificio que ocupaba “Astilleros Ascorreta” en Pasajes. El año 2014 se rebautiza con el actual nombre:  Factoría Marítima Vasca Albaola, y comienza su proyecto estrella: la construcción de la réplica del ballenero vasco construido en Pasajes en el siglo XVI: la Nao San Juan.

## Nao San Juan
La Nao San Juan es un barco de carga construido en Pasajes en 1563 para realizar la travesía transoceánica a Canadá. En 1565, cuando la Nao San Juan está lista para volver de Red Bay, frente a las costas de Canadá con un cargamento completo de toneles con grasa de ballena, se hundió durante una tremenda tormenta. Gracias a las investigaciones llevadas a cabo por la historiadora marítima Canadiense Selma Huxley, una de las mayores expertas del mundo y pionera en los estudios de la historia marítima del País Vasco y Canadá, se pudo acreditar documentalmente toda la historia del hundimiento de la Nao San Juan al sur de la Península de Labrador.
Selma Huxley descubre que al año siguiente del hundimiento de la nao San Juan, el armador regresó con otro barco y rescató aproximadamente la mitad de la carga. Algunos miembros de la tripulación demandaron al propietario reclamando la parte económica que les correspondía. Los legajos de ese juicio se conservaban en el archivo de protocolos de la Universidad de Oñate, gracias a los que Huxley pudo reconstruir la historia del barco.
Robert Grenier, arqueólogo submarino de Parks Canadá, siguiendo esta información, encuentra en 1978 el pecio de la nao San Juan. Comienza una excavación submarina inédita y pionera en el área de la arqueología marítima. Da comienzo la excavación arqueológica submarina, una de las mayores del mundo en aquel entonces y la primera en aguas del Ártico a 0º centígrados que le valió a Rober Grenier convertirse en un referente Internacional en la materia. Gracias a las bajas temperaturas y el fango, el pecio de la nao San Juan se había conservado en unas condiciones excepcionales. La imagen de Grenier en plena excavación submarina se convirtió en portada de la revista National Geographic.
El pecio fue sacado pieza a pieza, fotografiado y devuelto a su emplazamiento original donde se encuentra monitorizado. Se pudieron realizar, así, los planos detallados de la nao que fueron entregados en 2006 a Albaola Factoría y que posibilitaron la elaboración de su réplica.

### Construcción de la réplica de la Nao San Juan

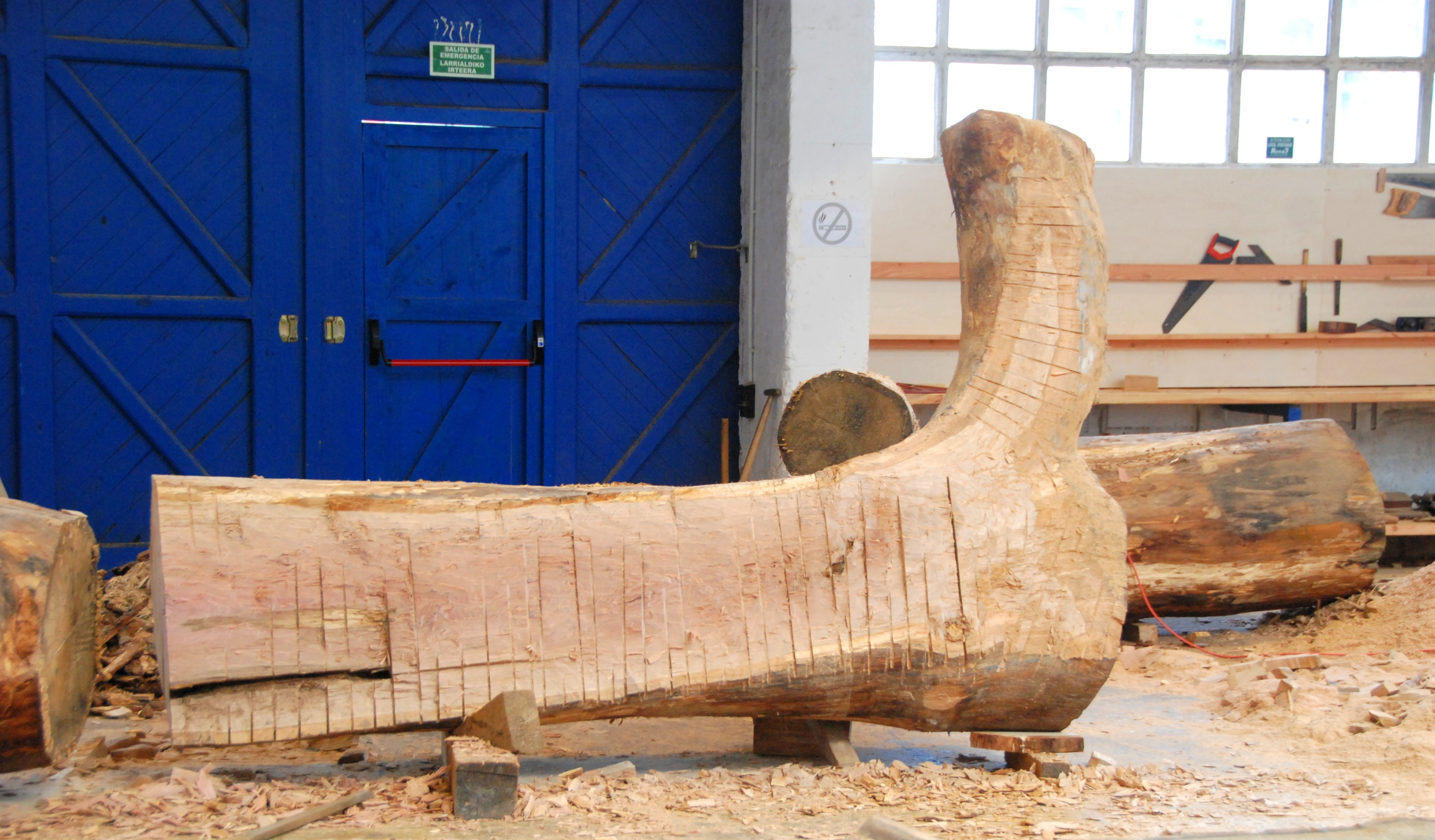

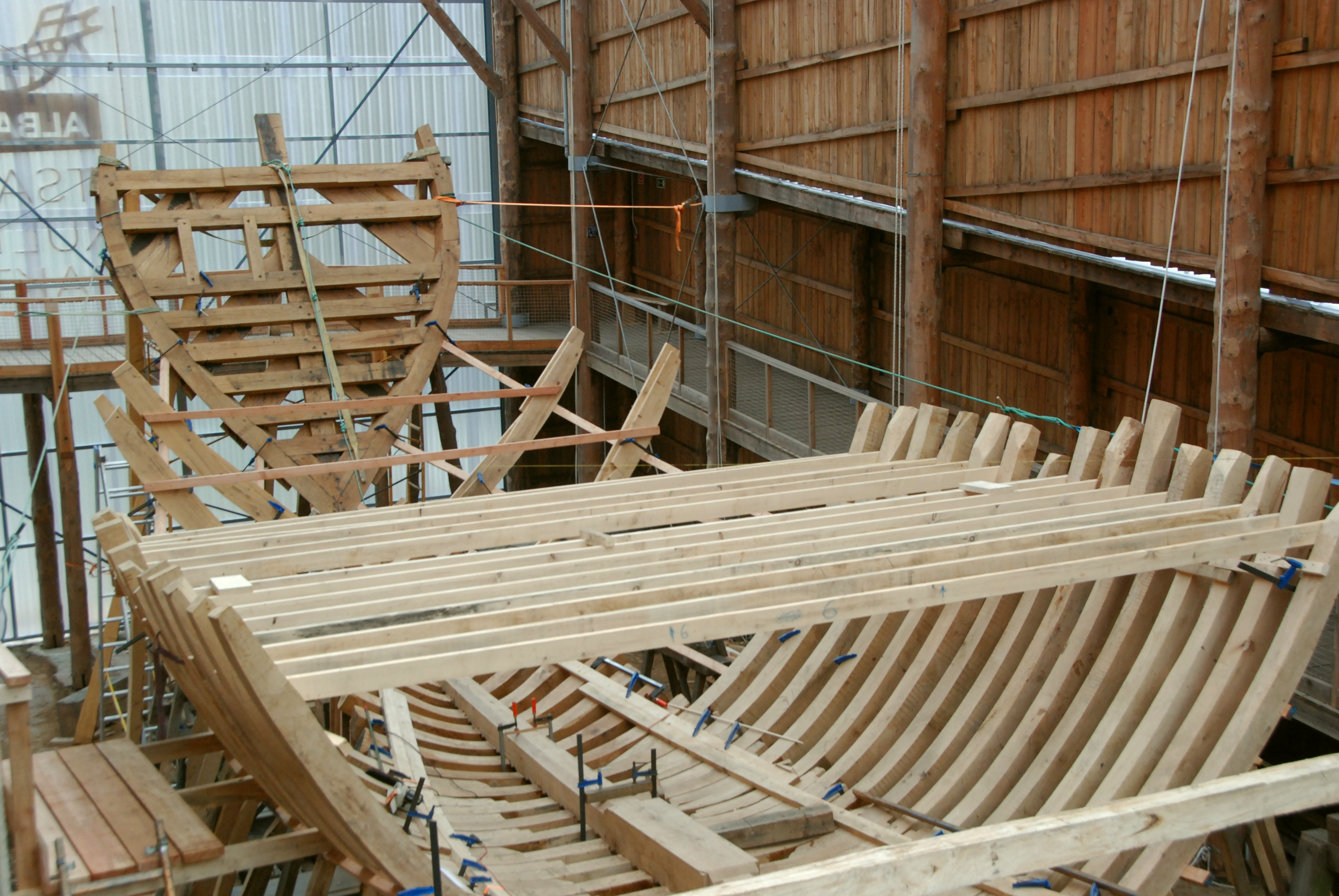

Para la construcción de la réplica del ballenero San Juan de 28 metros de eslora y 7.5 de manga se utilizan métodos y materiales tradicionales y se respeta, en lo posible, el proceso histórico de construcción. Para la madera del casco se han utilizado robles procedentes de bosques de Navarra, que aún conservaban formas de piezas que se lograban guiando las ramas del árbol durante su crecimiento. Esta técnica evitaba tener que ensamblarlas y daba una resistencia a las embarcaciones vascas que hicieron populares y muy valoradas a estas factorías navales. También se utilizan abetos de más de 35 metros para hacer los mástiles, estos abetos se traen del bosque de Irati, como se hacía originariamente.
Este espíritu de construcción de la réplica de la nao San Juan con materiales que respetasen, en la mayor medida posible, los empleados en el siglo XVI ha llevado a la recuperación de oficios y tradiciones ya perdidas, como la de la destilación del alquitrán para el calafateado del barco, recuperada en Quintanar de la Sierra, provincia de Burgos. El acarreo del alquitrán para la construcción de la réplica de la Nao San Juan se lleva hasta Albaola tirado por una carreta de bueyes. Todo el proceso de construcción se realiza, en su mayoría con personas voluntarias del entorno y en vivo en las instalaciones del museo a la vista del público que lo visita.

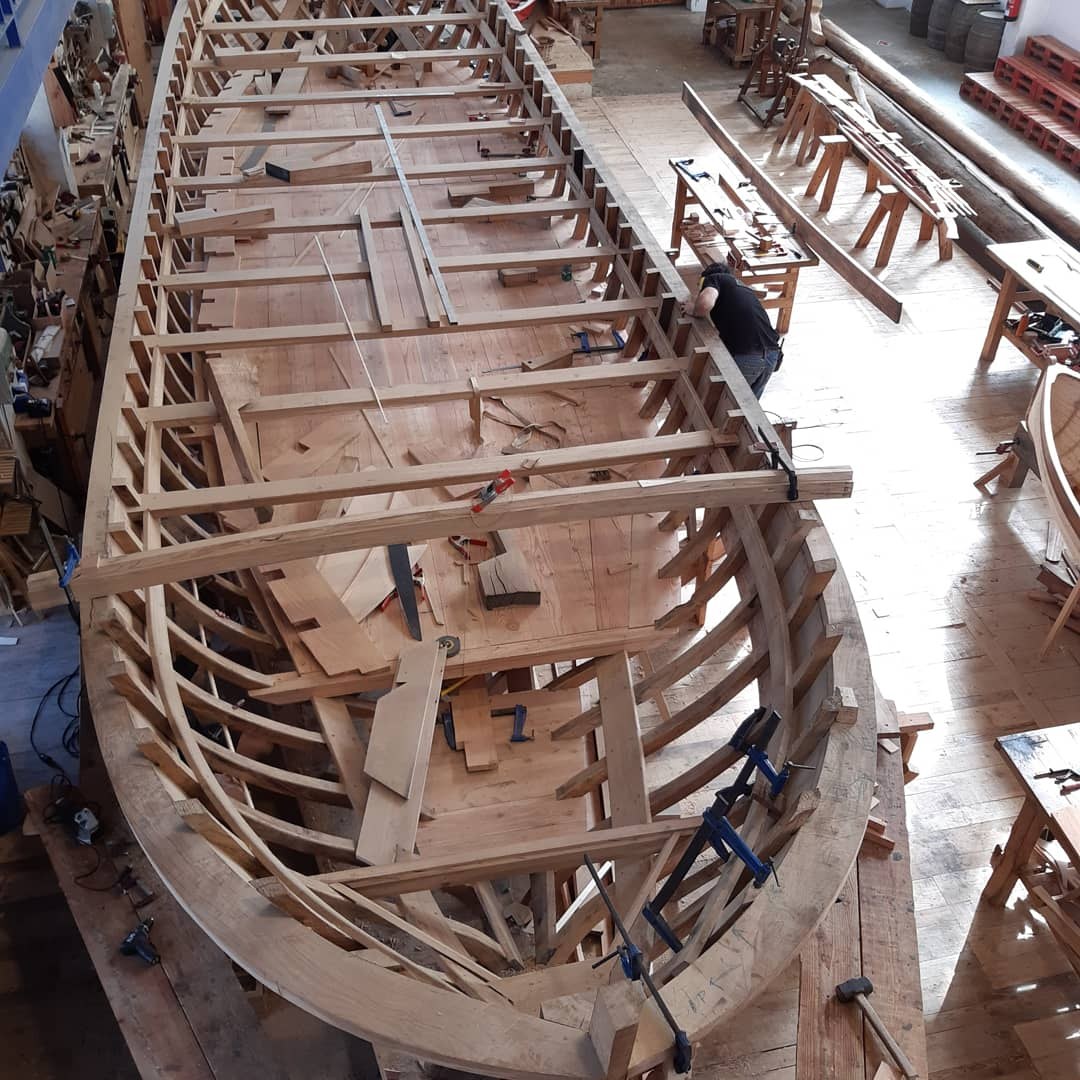

En 2017, gracias al proceso de construcción de la nao San Juan, se pone en marcha dentro de Albaola el proyecto "Aprendiztegi" para la formación en técnicas de construcción de naves antiguas y modernas.